# 黎文快
黎文快（1913年7月12日—1977年10月22日），越南共和國官員，曾擔任福綏省省長、西寧省省長等職務。

## 生平
1933年，黎文快獲得學士學位。:378
1954至1956年，擔任福綏省省長。1956年至1959年，擔任西寧省省長。:378
1963至1968年，擔任第三戰區行政助理，兼東南省份政府代表。:378
越南共和國滅亡後，黎文快移居美國印第安納州印第安納波利斯。1977年10月22日，黎文快在印第安納波利斯逝世，享壽64歲。

## 個人生活
黎文快是佛教徒。已婚，有至少十一個兒女。:378

## 榮譽
- 金星英勇佩星
- 五等保國勳章
- 一等行政佩星
- 一等社會佩星
- 一等經濟佩星
- 一等民族發展佩星
- 一等勞動佩星
- 一等警察戰功佩星
- 一等人民自衛佩星
- 一等海務佩星
- 一等心理戰佩星[註 2]

（來源：:378-379）

## 外部鏈接
- Cambodia PSYOP （页面存档备份，存于）（出現黎文快照片的宣傳畫）